# At the BEING studio
at the BEING studioシリーズは、ビーイングに所属している、あるいはかつて所属していたアーティストの作品、レコーディングスタジオから生まれた様々な楽曲をアーティストごとにコンパイルしてシリーズ化しているアルバム。

## 概要
当初18作出すと発表していたが、16作しか出ておらず、ZYYG、TWINZER、KIX-S（KIX-Sは原盤権を渡辺音楽出版が所有している）を出すかどうかは不明であり、DEENは、所属事務所「グッデイ」側の諸事情により出すことができない状況である。織田哲郎を除くコンプリート盤は長戸大幸のプロデュースである。ただし、コンプリート盤の中で売れた大黒摩季では、作詞･作曲のクレジットに表記されていない。かつてビーイングに所属していたBLIZARDはこのシリーズではなく、ソニー・ミュージックのシリーズ「ゴールデン☆ベスト」で『GOLDEN★BEST〜NEVER ENDING DAYS』をリリースした。
各タイトルは一部を除き『complete of xxx at the BEING studio』のような形式を取っている。
2012年9月26日にシリーズの中からT-BOLAN/WANDS/織田哲郎/MANISH/B.B.クィーンズ/Mi-Ke/PAMELAH/大黒摩季/FIELD OF VIEWのベストアルバム9作品が、廉価盤として再発売される。（CD品番はJBCJ-5101～5109に該当）

## リリースされた作品
1. complete of T-BOLAN at the BEING studio - T-BOLAN（2002年7月25日）
2. complete of WANDS at the BEING studio - WANDS（2002年8月25日）
3. complete of 織田哲郎 at the BEING studio - 織田哲郎（2002年9月25日）
4. complete of MANISH at the BEING studio - MANISH（2002年10月25日）
5. complete of B.B.QUEENS at the BEING studio - B.B.クィーンズ（2002年11月25日）
6. complete of Mi-Ke at the BEING studio - Mi-Ke（2002年12月25日）
7. complete of PAMELAH at the BEING studio - PAMELAH（2003年1月25日）
8. complete of 栗林誠一郎&Barbier at the BEING studio - 栗林誠一郎&Barbier（2003年2月25日）
9. complete of 川島だりあ&FEEL SO BAD at the BEING studio - 川島だりあ&FEEL SO BAD（2003年3月25日）
10. vocal compilation 90's hits Vol.1〜male〜 at the BEING studio (2003年4月25日）
11. vocal compilation 90's hits vol.2 〜female〜 at the BEING studio(2003年5月25日）
12. J-BLUES compilation（2003年6月25日）
13. complete of 大黒摩季 at the BEING studio - 大黒摩季（2003年7月25日）
14. complete of FIELD OF VIEW at the BEING studio - FIELD OF VIEW（2003年8月25日）
15. complete of DIMENSION at the BEING studio - DIMENSION（2003年9月25日）
16. complete of 近藤房之助 at the BEING studio - 近藤房之助（2003年10月25日）

## 特典
- 貴重音源収録
- 全曲リマスタリング
- ライナーノーツ付き
- スペシャルBOX仕様
- 未公開PHOTO満載